# Партия справедливости (Республика Корея)
«Партия справедливости» (кор. 정의당?, 正義黨?; Чоныйдан) — леволиберальная и социал-демократическая политическая партия в Республике Корея (левого или левоцентристского толка). Партия была сформирована 17 октября 2012 года под названием «Прогрессивной (или Передовой) партии справедливости» (кор. 진보정의당?, 進步正義黨?; Чинбо чоныйдан), отколовшись от «Объединённой прогрессивной партии».

## История

Первый логотип партии (2013-2014)

На своём II съезде 21 июля 2013 года Передовая партия справедливости решила принять новое название и впредь именоваться «Партия справедливости». На IV съезда партии 22 ноября 2015 года объединилась с рядом непарламентских групп, включая членов Рабочей партии, покинувших её, когда та отвергла предложение об объединении.
Получила 7,2 % голосов и 6 депутатских мест на парламентских выборах 2016 года. На президентских выборах 2017 года от партии выдвигалась Сим Сан Чжун, получившая поддержку Корейской конфедерации профсоюзов (Минчжуночхон), более левой из двух профсоюзных организаций Республики Корея. В своей кампании она поднимала в первую очередь социальные проблемы и вопросы трудовых прав, а также была единственным кандидатом, поддержавшим на дебатах идею о равных браках для однополых пар. Сим получила 6,2 % голосов, что является лучшим результатом для левых кандидатов в президенты после начала процессов демократизации в конце 1980-х годов.

Логотип «Партии зелёной справедливости»

На парламентских выборах 2024 года партия объединилась с «Зелёной партией», приняв 30 января 2024 года название «Партия зелёной справедливости» (кор. 녹색정의당), однако потерпела поражение потеряв все шесть мест в парламенте. 20 мая 2024 года партия вернулась к прежнему названию.

Логотип «Партии справедливости»

К президентским выборам 2025 года «Партия справедливости», Трудовая партия, «Зелёная партия» и ряд профсоюзных организаций объединились с целью создания левой коалиции «Светофор» и выдвижения единого кандидата. Объединение состоялось на базе «Партии справедливости», так как кандидат от данной партии, благодаря полученным на последних парламентских выборах результатам, имеет право участвовать в телевизионных дебатах с крупными партиями. На период данной избирательной кампании партия с 5 мая 2025 года приняла название «Демократическая рабочая партия» (кор. 민주노동당). В ходе праймериз единым кандидатом был избран лидер «Партии справедливости» Квон Ён Гук.

## Политическая позиция
«Партия справедливости» (ПС) официально выступает за социал-демократию, но также оценивается как «либеральная» или «социал-либеральная». Силы традиционного рабочего движения Южной Кореи описывают Партию справедливости как «либеральную» партию в уничижительном смысле и не признают её «социал-демократической» партией. Официально партия утверждает, что является социал-демократической, отличаясь от либеральной «Демократической партии» (ДП). Однако СМИ характеризуют ПС как либеральную или прогрессивную. Партия отвергает социальный консерватизм и занимает социально прогрессивную позицию по вопросам феминизма и прав ЛГБТ. Крупные политики ПС, в том числе Чан Хе Ён, критикуют «Демократическую партию», но довольно благосклонно относятся к современному либерализму в стиле «Демократической партии» США и Джо Байдену.
«Партия справедливости» предлагает экономически более умеренную политику, чем либеральные левые популисты из ДП, такие как Ли Чжэ Мён. Крупные политики ПС (по крайней мере, официально) выступают против популизма до такой степени, что Шим даже обвинил кандидатов в президенты 2022 года от ведущих партий Кореи Юна и Ли в «опасном популизме». В 2021 году политик от ПС Кан Мин Джин заявил, что Сим Сан Чжун, кандидат в президенты от партии в 2022 году, не является (левым популистом и социалистом) Берни Сандерсом. ПС ценит финансовую ответственность и выступает за повышение налогов. Кроме того, партия выступает против базового дохода. Однако они активно занимаются вопросом трудовых прав, который не интересует либеральных левых популистов в ДП. Сим Сан Чжун отрицала возможность солидарности с Ли Чжэ Мёном и его партией, отметив, что она солидарны в некоторых вопросах с (центристскими политиками) Ан Чхоль Су и Ким Донг Йоном, чтобы представлять голоса граждан, которые не согласны с «Демократической партией» и «Силой народа».

## Руководство партии
- Примечание: КЧР — глава Комитета по чрезвычайному реагированию.

| №           | Имя                                               | Фото       | В должности                 | В должности                                | Примечания                          |
| №           | Имя                                               | Фото       | Вступление в должность      | Отставка                                   | Примечания                          |
| ----------- | ------------------------------------------------- | ---------- | --------------------------- | ------------------------------------------ | ----------------------------------- |
| 1           | Сопредседатели \| Но Хве Чхан \| \| Чо Джун Хо \| |            | 21 октября 2012             | 21 июля 2013                               | избраны                             |
| 2           | Чхон Хо Сон                                       |            | 21 июля 2013                | 18 июля 2015                               | избран                              |
| 3           | Сопредседатели Сим Сан Чжон Ким Се Гюн На Гён Че  |            | 18 июля 2015 22 ноября 2015 | 11 июля 2017 27 сентября 2016 11 июля 2017 | Председатель Сопредседатели         |
| 4           | Ли Чон Ми                                         |            | 11 июля 2017                | 13 июля 2019                               | избрана                             |
| 5           | Сим Сан Чжон                                      |            | 13 июля 2019                | 12 октября 2020                            | избрана                             |
| 6           | Ким Чен Чу                                        |            | 12 октября 2020             | 25 января 2021                             | избран                              |
| —           | Ким Юн Ки (и. о.)                                 |            | 25 января 2021              | 29 января 2021                             | автоматически назначен по должности |
| —           | Кан Ын Ми (КЧР)                                   |            | 29 января 2021              | 24 марта 2021                              | назначена                           |
| 7           | Ё Ён Гук                                          |            | 24 марта 2021               | 2 июня 2022                                | избран                              |
| —           | Ли Ын Джу (КЧР)                                   |            | 2 июня 2022                 | 28 октября 2022                            | назначена                           |
| 8           | Ли Чон Ми                                         |            | 28 октября 2022             | 6 ноября 2023                              | избрана                             |
| —           | Пэ Джин Кё (и. о.)                                |            | 6 ноября 2023               | 15 ноября 2023                             | автоматически назначен по должности |
| —           | Ким Джун У (КЧР)                                  |            | 15 ноября 2023              | 27 мая 2024                                | назначен                            |
| 9           | Квон Ён Гук                                       |            | 27 мая 2024                 | в должности                                | избран                              |
| Но Хве Чхан |                                                   | Чо Джун Хо |                             |                                            |                                     |